# Jisc
Jisc は英国の非営利組織で、 16歳以上の教育を含む高等教育・研究機関の支援を行っている。 Jiscは、ネットワークやITサービス、デジタルリソース、関連するアドバイス、調達コンサルティングなどを提供するとともに、新しい情報技術や働き方の研究開発を行っている。Jiscは、英国の高等教育機関の資金提供団体と各高等教育機関から資金提供を受けている。

## 歴史
Joint Information Systems Committee (JISC) は、国務長官が、新設されたイングランド、 スコットランド 、 ウェールズの高等教育基金評議会に対し、ネットワークや専門的な情報サービスを扱う合同委員会を設立するようにとの指針を示したことから、1993年4月1日に設立された。JISCは、高等教育セクター全体の利益のために、国家的なビジョンとリーダーシップを提供することになっていた。JISCは、それまで大学に貢献してきた情報システム委員会（ISC）とコンピュータ委員会の機能を継承していた。当初の課題は、元ポリテクや高等教育カレッジなど、より多くの機関をサポートすることであった。 新委員会は当初、ネットワーキング、意識向上・連携・訓練、電子情報、技術応用の4つの小委員会によって支えられていた。
1995年には、Northern Ireland Department of EducationがJISCの正式なパートナーとなった。1999年には、高等教育助成機関が助成パートナーとなり、組織は再び拡大した。この拡大に伴い、組織の再編成と新たな委員会の設置が行われた:
- 認証とセキュリティに関するJISC委員会(JISC Committee for Authentication and Security、JCAS) 1999年11月 – 2002年1月。 この委員会の業務は、JCN2とJCIE3に引き継がれた。
- 電子情報に関するJISC委員会(JISC Committee for Electronic Information、JCEI) 1999年11月 – 2002年1月。 この委員会の活動は、JCIE3とJCCS4に引き継がれた。
- 学習者のための統合環境JISC委員会(JISC Committee for Integrated Environments for Learners、JCIEL) 1999年11月 – 2002年1月。 この委員会の活動はJCLT5に引き継がれた。
- 意識向上・連携・訓練のためのJISC委員会 (JISC Committee for Awareness, Liaison and Training 、JCALT) この委員会の業務はJOS6に引き継がれた。
- ネットワーキングのためのJISC委員会(JISC Committee on Networking、JCN2).

この拡大により、JISCのガバナンスに対する懸念が広がり、独立調査のためサー・ブライアン・フォレット教授が任命された。 2000年11月に発表された報告書では、「JISCは英国のサクセスストーリーとして認識されており、世界水準のネットワークと幅広い優れたサービスを提供している。重要なのは、JISCが継続的に進化していることであり、コミュニティと資金提供団体とのコラボレーションの優れた例である」と結論づけている。 しかし、フォレットは改革のための様々な提言を行い、そのほとんどが資金提供団体に受け入れられた。
2001年12月からは、各助成機関のシニア・オフィサーで構成された運営委員会の助言を受けながら、JISC理事会を構成するという新しい体制になった。6つの小委員会は、二つの委員会に分類された。特定のコミュニティ（研究、学習・教育、管理の各分野）のニーズを確実に満たすことを目的とした戦略・政策委員会と、特定の業務分野（ネットワーク、情報環境、コンテンツ取得）を集中的に扱う機能委員会の2つである。
2005年1月、Freedom of Information Act 2000が完全に施行され、公的機関が保有するあらゆる種類の記録情報にアクセスする一般的な権利が国民に与えられた。JISCは、学術界における情報公開法の認知度を高めるために重要な役割を果たし、独自のFOI公開スキームを発表した。
2005年の春、Learning and Skills Council（LSC）は、JISCへの資金提供の削減を発表した。LSCとJISCの役員は、LSCがその後も貢献するサービスパッケージについて交渉した。
また、2005年には、英国の高等教育および継続教育のための戦略や政策が数多く発表され、ICTの重要性が再確認された。JISCはこれらの戦略をサポートし、実施する上で重要な役割を担っていると考えられている。
同年、JISCはいくつかの国際的なパートナーと協定を締結した：
- SURF オランダの財団と締結した、2つの組織間の協力関係を強固にする協定。
- オーストラリアのDepartment for Education, Science and Training (DEST) と締結した、ITシステムの開発と統合に対するサービス指向のアプローチを開発することを目的としたe-Frameworkイニシアチブをサポートのための協定。
- Deutsche Forschungsgemeinschaft (Germany) 、デンマーク電子研究図書館（DEFF）、SURFと締結した、ICTインフラ、サービス、プロジェクトに対する各組織の投資効果を高めることを目的とした知識交換の協定。

2004年の政府支出レビューで、JISCは2006年4月から2009年3月までの期間に8,100万ポンドの追加資金を獲得し、高等教育・研究コミュニティの活動を支援するためのさまざまな新プログラムを立ち上げることができた。SuperJANET5への資金提供は、JISCのすべての資金提供パートナーから行われました。その他の活動は、イングランドとウェールズの高等教育基金評議会から資金提供を受けています。
2011年2月、サー・アラン・ウィルソン教授が議長を務める英国高等教育財政カウンシルの委託により、JISCの活動に関するレビューが発表された。レビューの主な結果の一つは、英国内にはJISCに匹敵する組織はなく、国際的には戦略的リーダーおよびパートナーとして優れた評価を得ているというものでした。レビューでは、「JISCは貴重な国家的資源であり、20年以上にわたり増加する要求に対応して発展してきた」と結論づけています。しかし、レビューでは、JISCの活動の幅広さと複雑さのために、その構造、プロセス、プロジェクト、プログラム、ガバナンスを簡素化し、再構築する必要があると提言している：「財政難の時代には、より明確な優先事項に基づいて活動を再集中させ、JISCが持続可能な財政モデルで運営されるようにする必要がある」
2012年、JISCは主に政府と大学から資金提供を受け、独立した非営利団体となった。 この時点で Jiscと名称を変更した。
2019年、Jiscは、公共部門や慈善団体のIT化を推進する別の慈善団体であるEduservと合併した。統合後の名称は引き続きJiscで、Eduservのブリストル本部を拠点としている。
2020年、Jiscはキャリア情報やアドバイスサービスを提供するHECSUと合併した。

## サービス
Jiscが提供するサービスには以下が含まれる:
- 英国の大学やカレッジに対する共有デジタルインフラやサービスの提供。JANETネットワークなど。
- 共有デジタルインフラやサービスの運営。 eduroam UK（異なる機関間での無線アクセス）、Library Hub、The Archives Hub（学術機関やその他の機関のコレクションカタログ）、Sherpa（オープンアクセスに関する許可の確認ツール）、Learner Analyticsや認証システム（OpenAthensやUK Federation）など。
- 業界全体に関わる交渉。学術雑誌のJisc Collectionsライセンスをはじめ、ITベンダーや商業出版社との取引など。
- 教育・研究のためのデジタル技術に関するアドバイス。

Jiscが過去に提供していたサービスには以下が含まれる:
- Plagiarism Advisory Service。JISCPASとして知られ、剽窃に関するアドバイスを高等教育機関に提供していた。[8][9]

## 人物
Ronald Urwick Cookeはヨーク大学の副学長を退任した後すぐ、2004年にJISCの会長に就任し、2008年まで務めた。2009年1月1日より エディンバラ大学の校長兼副学長であるTimothy O'Sheaが会長を務めた。サルフォード大学副学長のMartin Hallが2015年まで議長を務めた。その後、グリニッチ大学副学長のDavid Maguireに交代した。
2021年9月から、チーフ・エグゼクティブはHeidi Fraser-Kraussである。